# Frank Bridge
Pour les articles homonymes, voir bridge (homonymie).
Frank Bridge, né à Brighton le 26 février 1879 et mort à Eastbourne le 10 janvier 1941, est un compositeur, altiste britannique et chef d'orchestre anglais.

## Biographie
Il étudie le violon et la composition au Royal College of Music à Londres. Il fait carrière, outre celle de compositeur, au poste d'altiste dans le Quatuor Joachim, puis dans l'English String Quartet. Il dirige à plusieurs reprises différents orchestres. Il enseigne également la composition, notamment à Benjamin Britten.
Son inspiration, proche d'un post-romantisme de Fauré, prend progressivement des teintes proches de Scriabine pour tendre vers l'atonalité dans ses dernières œuvres.

## Principales œuvres
- Quatuor à cordes no 1 en mi mineur « Bologne », 1906, primé à l'Accademia Filarmonica de cette ville ;
- Quatuor à cordes no 2 en sol mineur
- Quatuor à cordes no 3, 1926, aux accents atonals
- Quatuor à cordes no 4, 1934-1938
- The Christmas Rose opéra
- Fantasy-Trio avec piano, 1907
- Phantasy piano quartet, 1910
- Quintette pour piano, 1904-1905
- Sextuor
- Trio pour piano et cordes no 2
- Sonate pour violon et piano
- Sonate pour violoncelle et piano (1913-1917)
- Divertimenti pour flûte, hautbois, clarinette et basson
- Rhapsodie Trio pour deux violons et alto
- Sonate pour piano, 1921-1924
- The Sea (la mer), suite orchestrale, 1910-1911
- Summer (l'été), poème symphonique, 1914
- Enter Spring pour orchestre, 1927
- Oration pour violoncelle et orchestre, 1930
- Spring Song pour violoncelle et piano
- Lament pour deux altos